# Claes Göran Jönsson
Claes Göran Jönsson, född 17 april 1939 död 23 februari 2017, var en svensk socialdemokratisk politiker. Han var son till Folke Jönsson och var gift med Bodil Jönsson.
Jönsson, till yrket lärare, har tidigare varit kommunalråd i Lunds kommun och var vid sin död ledamot av regionfullmäktige i Region Skåne. Han är gravsatt i minneslunden på Norra kyrkogården i Lund.